# Johann Christian Stark der Jüngere
Johann Christian Stark der Jüngere auch: Starck (* 28. Oktober 1769 in Kleinkromsdorf; † 24. Dezember 1837 in Jena) war ein deutscher Mediziner, Geheimer Hofrat, Leibarzt und Hochschullehrer in Jena.

## Leben
Johann Christian war Sohn des Bauern Johann Andreas Stark. Seine schulische Ausbildung absolvierte er in Weimar und am dortigen Gymnasium. Am 22. Dezember 1829 immatrikulierte er sich an der Universität Jena, wo er durch seinen Onkel Johann Christian Stark der Ältere gefördert wurde und ein Studium der medizinischen Wissenschaften absolvierte. Dazu frequentierte er anfänglich Studien an der Philosophischen Fakultät. Hier verfolgte er unter anderem die Vorlesungen von Carl Leonhard Reinhold zur Philosophie, von Johann Heinrich Voigt zur Mathematik, sowie zu den Naturwissenschaften bei August Batsch und Friedrich August Göttling. An der Medizinischen Fakultät wurden neben seinem Onkel, Ernst Anton Nicolai, Christian Gottfried Gruner und Justus Christian Loder seine prägenden Lehrer.
Nachdem er am 17. August 1793 seine Inauguralarbeit de hydrocele verteidigt hatte, wurde er zum Doktor der Medizin promoviert. Bald darauf fing er an Vorlesungen zu halten. Er begab sich darauf auf eine Reise, welche ihn an verschiedenen deutschen Orte führte, wo er sich mit unterschiedlichen Medizinern seiner Zeit bekannt machte. Nach Jena zurückgekehrt, habilitierte er sich am 17. März 1796 und wurde noch im selben Jahr zum außerordentlichen Professor der Medizin ernannt. 1804 wurde er zum Rat von Sachsen-Weimar bestellt, bekam 1805 eine ordentliche Professor der Chirurgie übertragen und wurde außerordentlicher Beisitzer der Medizinischen Fakultät. Nach der Schlacht bei Jena und Auerstedt, wurde er mit der Behandlung von Verwundeten betraut. Durch die zahlreichen Behandlungen und Operationen wurde er schließlich fingerlahm. Dennoch erholte er sich wieder. 1809 ernannte man ihn zum Hofrat von Sachsen-Weimar, 1811 übernahm er die ordentliche Professur der theoretischen Medizin und Botanik, in Verbindung mit Chirurgie und Geburtshilfe.
So war er Direktor der Jenaer Entbindungsklinik geworden. Man ernannte ihn 1812 zum großherzoglichen Geheimen Hofrat und Leibarzt des Herzoghauses von Sachsen Weimar. Als Napoleon Bonaparte beschloss, aufgrund des Widerstands der Jenaer Studentenschaft die Stadt Jena zu zerstören, sendeten die Vertreter der Jenaer Hochschule am 28. April 1813 eine Delegation, in dessen damaligen Aufenthaltsort dem Weimarer Schloss. Dieser Gruppe gehörte Stark, Franz Joseph Konstantin Schömann und Heinrich Karl Eichstädt an. Diese Abordnung konnte Bonaparte davon überzeugen, von seinem Vorhaben ab zu lassen. Im Wintersemester 1817 wurde Stark zum Rektor der Alma Mater gewählt, er wurde dirigierendes Mitglied der Landesdirektion als Obermedizinalbehörde, auch Director des Jenaer Landkrankenhauses, der Irrenanstalt, der ambulatorischen Klinik und war seit 1829 auch Stadt- und Amtsphysikus in Jena. Aufgrund seines umfangreichen Engagements erhielt er auch ehrende Anerkennungen.
Er erhielt 1816 den Großherzoglichen weißen Falken-Orden und wurde somit Ritter des Ordens vom weißen Falken. Im selben Jahr ernannte man ihn zum Geheimen Hofrat von Sachsen-Weimar. 1818 erhielt er den Kaiserlich Russischen St. Wladimir-Orden und 1835 den herzoglich sächsisch ernestinischen Hausorden. Aber nicht nur durch Potentaten erhielt Stark Anerkennung. Auch in der Wissenschaftswelt seiner Zeit war er gern gesehen. So wurde er Mitglied von Gelehrtengesellschaften in Zürich, Bern, Erlangen, der mineralogischen Gesellschaft in Jena und 1813 der Leopoldina. Er war Mitglied der Weimarer Freimaurerloge „Anna Amalia zu den 3 Rosen“.
Stark verstarb 1837 an den Folgen eines Herzinfarkts im Schlaf.

## Schriften (Auswahl)
- Diss. inaug de Hydrocele. Jena 1793
- Diss. exhibens quendam de hernia vaginali et strictura uteri observatione illustrata. Jena 1796 (Online)
- Anleitung zum chirurgischen Verbande. Berlin 1802, Berlin 1829, Jena 1830, Stuttgart 1832 (1. Bd. Online; 2. Bd. Online)
- Commentatio med. - chirurg. de cancro labii inferioris observationibus illustrato. Pro loco. Jena 1812 (Online)
- Dekanatsprogramme:
  - Progr. de graviditate extrauterna cum uterina conjuncta, observationie illustrata. Part. I. Jena 1822 (Dekanatsprogramm zur Promotion von Wilhelm Moritz Stark (Weimar), Online)
  - Progr. de graviditate extrauterna cum uterina conjuncta, observationie illustrata. Part. II. Jena 1822 (Dekanatsprogramm zur Promotion von Carl Moritz Fuhrmann und Carl August Sonntag, Online)
  - Progr. de graviditate extrauterna cum uterina conjuncta, observationie illustrata. Part. III. Jena 1824 (Dekanatsprogramm zur Promotion von Johann Friedrich Wilhelm Karl Dietsch (* 1798) und Wilhelm Friedrich Scharf, Online)
  - Progr. de graviditate extrauterna cum uterina conjuncta, observationie illustrata. Part. IV. Jena 1825 (Dekanatsprogramm zur Promotion von Friedrich Erdmann Schilbach (* 1800-) und Ludwig Christian Heinrich Huschky (* 1794), Online)
  - Progr. de graviditate extrauterna cum uterina conjuncta, observationie illustrata. Part. V. Jena 1825 (Dekanatsprogramm zur Promotion von Johann Ehrenfried Moritz Müller und August Wilhelm Ritter, Online)
  - Progr. de graviditate extrauterna cum uterina conjuncta, observationie illustrata. Part. VI. Jena 1825 (Dekanatsprogramm zur Promotion von Johann Heinrich Labes und Carl Gottlob Wilhelm Heinecke, Online)
  - Progr. de graviditate extrauterna cum uterina conjuncta, observationie illustrata. Part. VII. Jena 1825 (Dekanatsprogramm zur Promotion von Johann Heinrich Ludwig Fröhlich (* 1800) und Christian Friedrich Sperber (1799–1841), Online)
  - Progr. Historia morbi ossium faciei memoratu digni cum nonnullis adnotationibus de istius natura et indole. Jena 1826 (Dekanatsprogramm zur Promotion von Johann Ferdinand Gustav Schütz, Christian Friedrich Sperber (1799–1841) und Gustav Adolph Pörsch (* 1802), Online)
  - Progr. Historiae morbi ossium faciei memoratu digni cum nonnullis adnotationibus in Spinam ventosam et Exostosin. Continuatio prima. Jena 1827 (Dekanatsprogramm zur Promotion von Christian Friedrich Göring, Godehard Wilhelm Schloß (* 1798) und Moritz Junkelmann, Online)
  - Progr. Analecta medica ex Veterum scriptoribus non medicis. Particula I. Jena 1827 (Dekanatsprogramm zur Promotion von Friedrich Wilhelm Klickermann, Online)
  - Progr. Historiae morbi ossium faciei memoratu digni cum nonnullis adnotationibus in Spinam ventosam et Exostosin Continuatio secunda. Jena 1828 (Dekanatsprogramm zur Promotion von Robert Knauer (* 1801), Carl Wilhelm Kämpfer und Ignatz von Niklewicz (* 1799), Online)
  - Progr. Analecta medica ex Veterum scriptoribus non medicis. Particulae I. Constit. III. Jena 1828 (Dekanatsprogramm zur Promotion von Heinrich August Syrbius (Frankenhausen) und Christian Wilhelm Heinrich (Gotha), Online)
  - Progr. Historiae morbi ossium faciei memoratu dignae cum nonnullis adnotationibus in Spinam ventosam et Exostosin Continuatio tertia. Jena 1829 (Dekanatsprogramm zur Promotion von Friedrich Robert Hempel (* 1805) und Edmund Emil Eisenschmidt (* 1803))
  - Progr. Analecta medica ex Veterum scriptoribus non medicis. Particulae I. Jena 1828 (Dekanatsprogramm zur Promotion von Wilhelm August Lotze und August Madelung, Online)
  - Progr. Historiae morbi ossium faciei memoratu dignae cum nonnullis adnotationibus in Spinam ventosam et Exostosin Continuatio. quarta. Jena 1829 (Dekanatsprogramm zur Promotion von Carl Wille (* 1803 Altenburg) und Guido Knauer * Ichtershausen-Gotha)
- Lehrbuch der Geburtshülfe, zum Unterricht für Hebammen. Jena 1837 (Online)